# Бархаткино
Барха́ткіно (рос. Бархаткино, чув. Хупахушкăнь) — присілок у Чувашії Російської Федерації, у складі Ніколаєвського сільського поселення Ядринського району.
Населення — 179 осіб (2010; 175 в 2002, 318 в 1939, 439 в 1926, 308 в 1906, 170 в 1859).

## Історія
Засновано 19 століття як околоток села Ніколаєвське. До 1866 року селяни мали статус державних, займались землеробством, тваринництвом. На початок 20 століття діяло 2 вітряки та круподерка. 1933 року утворено колгосп «імені Блюхера». До 1926 року присілок входив до складу Шемердянської, Шуматовської та Хочашевської волостей, а до 1927 року — Атаєвської волості Ядринського повіту, з переходом на райони 1927 року — спочатку у складі Красночетайського, у період 1939–1956 років — у складі Совєтського, після чого передано до складу Ядринського району.

## Господарство
У присілку працюють спортивний майданчик та клуб.